# 普拉奈山
47°22′3″N 13°43′34″E / 47.36750°N 13.72611°E

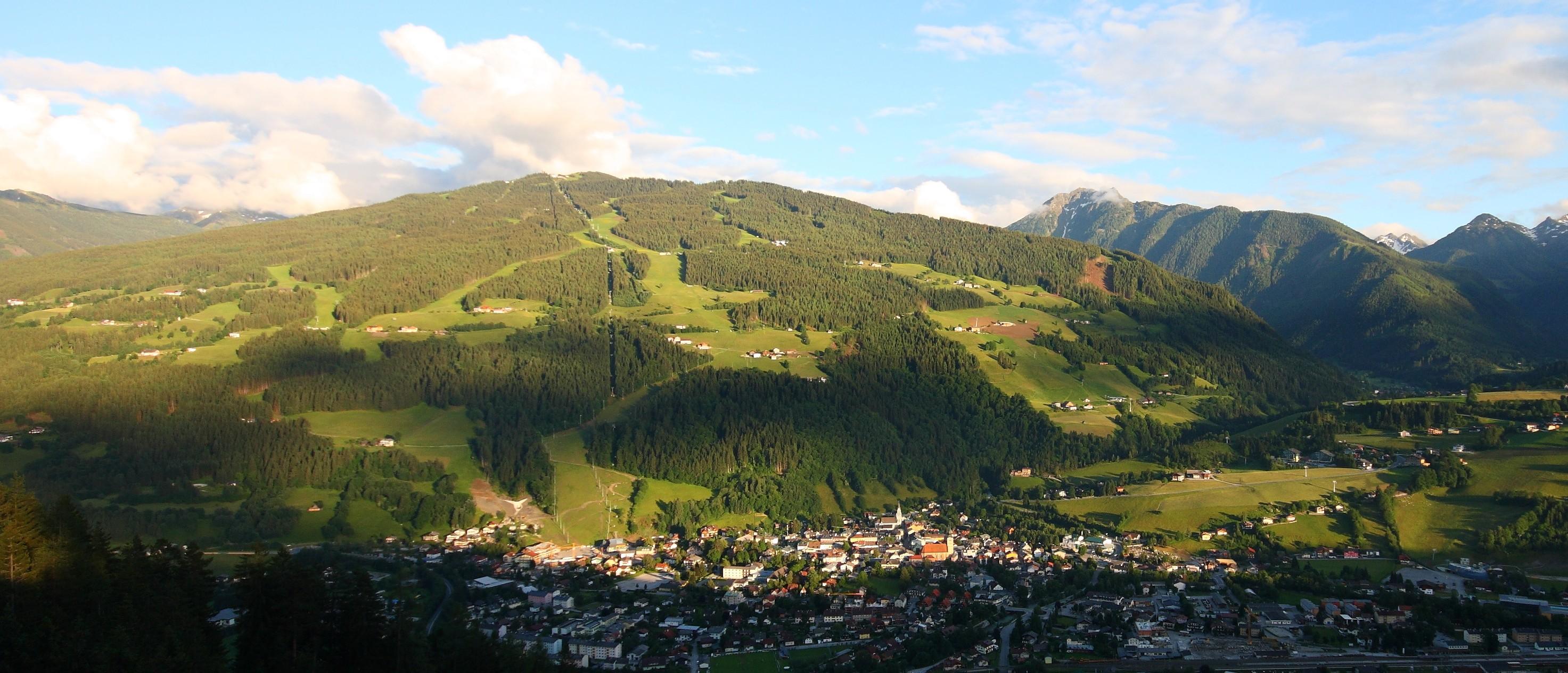

普拉奈山（德語：Planai），是奧地利的山峰，位於該國東南部，由施泰爾馬克州負責管轄，屬於施拉德明陶恩山脈的一部分，海拔高度1,906米，每年平均降雨量2,029毫米，山體由千枚岩和片岩組成。